# Cantó de Legavin
El cantó de Legavin és un cantó francès del departament de l'Alta Garona, a la regió d'Occitània. Està inclòs al districte de Tolosa, té 10 municipis i té com a cap cantonal Legavin.

## Municipis
- Legavin
- Plasença deu Toish
- Pibrac
- La Sauvetat Sent Gili
- Brats
- Levinhac
- La Sèrra
- Merenvièla
- Pradèra e les Borguets
- Senta Liurada